# Burbure
Burbure település Franciaországban, Pas-de-Calais megyében. Lakosainak száma 2827 fő (2022. január 1.). Burbure Lillers, Auchel, Allouagne és Ferfay községekkel határos.

## Népesség
A település népességének változása:
| Lakosok száma | 3029 | 2984 | 2955 | 2865 | 2845 | 2833 | 2812 | 2819 | 2827 |
|               | 2013 | 2015 | 2016 | 2017 | 2018 | 2019 | 2020 | 2021 | 2022 |